# ویگو ینسن
ویگو ینسن (دانمارکی: Viggo Jensen؛ ۲۲ ژوئن ۱۸۷۴ – ۲ نوامبر ۱۹۳۰) یک وزنه‌بردار، تیرانداز، ژیمناست و ورزشکار دو و میدانی اهل دانمارک بود. 
از افتخارات وی میتوان به کسب مدال طلا لیفت دو دست و مدال نقره لیفت یک دست وزنه‌برداری و مدال برنز تفنگ سه وضعیت ۳۰۰ متر آزاد در بازی‌های المپیک تابستانی ۱۸۹۶ اشاره کرد.